# 지영훈 (가수)
지영훈(1994년 2월 10일 ~ )은 대한민국의 가수다. 2013년 싱글 [Wake Up]으로 데뷔했다.

## 방송
- 슈퍼스타K7 (2015) - Top10(9위)
- 싱어게인3 (2023) - Top24

## 음반
- 슈퍼스타K7 #1 (2015)
- 슈퍼스타K7 TOP10 (2015)
- 흔적 (2017)
- Everytime (2018)
- CHINCHILLA (2019)
- Warm Thing (2020)

### 버킷리스트
- Wake Up (2013)